# Okoboji (Iowa)
Okoboji – miasto w Stanach Zjednoczonych, w stanie Iowa, w hrabstwie Dickinson. W 2000 liczyło 820 mieszkańców.